# Laskarina Bouboulina
Laskarina "Bouboulina" Pinotsis (grego: Λασκαρίνα "Μπουμπουλίνα" Πινότση, pronúncia [laskaˈrina bubuˈlina] Constantinopla, 11 de maio de 1771 – Spetses, 22 de maio de 1825) foi uma comandante naval e heroína grega da Guerra da Independência Grega em 1821. Capitã, foi postumamente nomeada para contra-almirante.
Acredita-se que tenha sido a primeira mulher almirante da Marinha Imperial Russa.

## Biografia
Laskarina nasceu em 1771 em uma prisão em Constantinopla. Ela é originária da população nativa arvanita, um povo que fala um idioma derivado do albanês e do grego, estabelecido na ilha grega de Hidra. Era filha de Stavrianos Pinotsis, capitão da ilha e sua esposa, Skevo. Os otomanos prenderam Pinotsis por ter participado da Revolta de Orlov (1769-1770) contra o domínio otomano. Durante uma das visitas de sua mãe à prisão, Laskarina nasceu. Seu pai morreu pouco depois e assim, mãe e filha retornaram à ilha de Hidra. Quatro anos depois, elas se mudaram para a ilha de Spetses, quando sua mãe se casou com Dimitrios Lazarou-Orlof. Laskarina teve depois oito meio-irmãos.
Laskarina se casou duas vezes, primeiro com Dimitrios Yiannouzas e depois com o rico capitão e dono de frota de navios, Dimitrios Bouboulis, de quem adotou o sobrenome. Dimitrios Bouboulis acabou morto em uma batalha contra piratas argelinos, em 1811. Aos 40 anos de idade, Laskarina então assumiu a fortuna do marido e seus negócios comerciais e comprou mais quatro navios, sendo um deles um grande navio de guerra chamado Agamemnon.
Em 1816, os otomanos tentaram confiscar seus bens, pois seu segundo marido tinha lutado com os russos contra os turcos otomanos na Guerra Russo-Turca (1806–1812). Ela navegou até Constantinopla para conhecer o embaixador russo Stroganov e pediu seu auxílio. Em reconhecido aos serviços de Bouboulis aos russos, o embaixador a enviou para a Crimeia, onde estaria em segurança. Ela também conheceu a mãe do sultão Mamude II, que teria convencido o filho a deixar a riqueza de Laskarina em paz. Depois de três meses de exílio na Crimeia, Laskarina voltou para Spetses.

## Movimento de independência
Acredita-se que Laskarina tenha se juntado à Sociedade dos Amigos (Filiki Etaireia), uma organização clandestina que tentava preparar a Grécia para uma revolução contra o domínio otomano. Ela não está listada nos documentos históricos da época, mas também teria sido uma das poucas mulheres envolvidas com o movimento armado.
Ela trouxe armas e munição secretamente e por conta própria em seus navios. Subornou oficiais turcos para ignorar o tamanho de seu navio, o Agamemnon, que depois foi um dos maiores navios de guerra utilizados pelos rebeldes gregos. Ela organizou tropas armadas, quase que integralmente de homens vindos de Spetses. Usou boa parte de sua fortuna para comprar comida e munição para soldados e marinheiros sob seu comando.

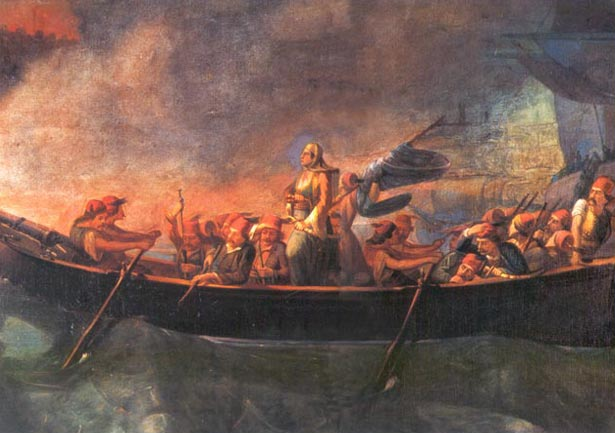
Laskarina atacando Náuplia, óleo sobre tela, século XIX

O povo em Spetses se revoltou e depois se juntou à frota com outros navios de outras ilhas gregas. Laskarina navegou com seus oitenta navios até Náuplia e iniciou um bloqueio naval. Depois, fez parte do bloqueio naval e da captura de Monemvasia e Pilos. Seu filho, Yiannis Yiannouzas, morreu em 1821, na batalha de Argos contra as tropas otomanas.
Laskarina chegou a Trípoli a tempo de ver sua queda em 11 de setembro de 1821 e conhecer o general Theodoros Kolokotronis. Seus filhos, Eleni Boubouli e Panos Kolokotronis, acabaram se casando posteriormente. Enquanto lutava contra uma guarnição otomana, Laskarina teria salvado várias mulheres do harém do sultão.
Quando facções opositoras surgiram na guerra civil grega de 1824, Laskarina foi presa pelo governo grego devido a conexões familiares com Kolokotronis. Seu genro acabou morto em um dos conflitos. Eventualmente, ela acabou exilada em Spetses, pobre, depois de gastar sua fortuna nas guerras de independência.

## Morte
Laskarina Bouboulina foi morta em 22 de maio de 1825, em Spetses, aos 54 anos, depois de uma rixa entre famílias. Seu filho, Georgios Yiannouzas, se envolveu com a filha de um dos membros da família Koutsis. Procurando por ela, o pai da menina, Christodoulos Koutsis, foi à casa de Laskarina com membros armados de sua família. Enfurecida, Laskarina os confrontou da varanda. Depois de uma discussão com Christodoulos, alguém disparou contra ela. O tiro acertou Laskarina na testa e ela morreu instantaneamente. O assassino nunca foi identificado.